# Ozymandias (album)
Ozymandias, pubblicato per la prima volta in formato LP nel 1988 da una oscura etichetta indipendente denominata Oceandisc, è il sesto album solista di Tom Newman, produttore e musicista inglese.
Il disco, molto raro nella versione originale, è stato riesumato e ristampato in compact disc nel 1996 dalla Voiceprint Records. Con questa opera Tom Newman vira pesantemente dalla musica elettro-acustica alla musica elettronica di stampo new Age. La musica e l'unica canzone ivi contenuta (The Cenotaph), quest'ultima in stile post new-wave, è liberamente ispirata dalle poesie di Percy Bysshe Shelley.

## Tracce
1. Dying Civilisation – 7:10
2. Cycle For Moving Dunes – 14:03
3. Ozymandias I - The Cenotaph (Song) – 2:53
4. Ozymandias II - The Song Abstracted – 4:50
5. Ozymandias III - The Missing Peace – 4:47
6. Ozymandias IV - Th Reprise – 2:49

## Crediti
Musica composta, arrangiata, eseguita e prodotta da Tom Newman. 
Registrata allo Studio Star Inn, nel Sussex (Inghilterra). 
Masterizzata in digitale da Chris Thorpe allo Studio Serendipity. 
Produttore esecutivo : Rob Ayling.
Tom Newman : Tastiera, sintetizzatore, Fairlight CMI, chitarra ritmica, chitarra acustica, chitarra elettrica, percussioni acustiche ed elettroniche, voce in "Cenotaph" e "Song Abstracted", campionamenti di voci dallo spazio.

## Uscita Discografica in LP
- Oceandisc (1988) codice SN

## Stampe in CD
- Voiceprint Records (1996) codice BP192CD (stampato in Austria per mercato europeo)